# Henrique de Curitiba
Henrique de Curitiba   (Curitiba, 29 d'agost de 1934 - Curitiba, 18 de febrer de 2008) Zbigniew Henrique Morozowicz, conegut com Henrique de Curitiba, va ser un compositor brasiler.
Va escollir el pseudònim "Henrique de Curitiba" per donar-se a conèixer al Brasil i a l'estranger amb un nom més comú i més fàcil de pronunciar.

## Biografia
Morozowicz va néixer com a fill d'immigrants polonesos que van anar a Curitiba. El seu pare, Tadeusz Morozowicz, era un coreògraf i ballarí, conegut a la Scala de Milà (Itàlia). Va arribar al Brasil l'any 1926, com a membre del repartiment de la companyia, al qual van venir solistes com Claudia Muzio i Titta Ruffo, i el director Arturo Toscanini, després d'haver actuat a diversos països d'Amèrica del Sud. En acabar la gira, per invitació de la comunitat local polonesa, va venir a conèixer el teatre aficionat i més tard a guiar grups de teatre i va fundar la primera escola de ballet de la ciutat, vinculada a la "Societat Thalia". La seva mare, Wanda Lachowski, va ser pianista, alumna de René Devrainne Franck i va apropar Henrique una encara més a la música. També era germà de la ballarina i coreògrafa Milena Morozowicz, i el flautista i director d'orquestra Norton Morozowicz.
L'any 1942 va començar a estudiar música amb la seva mare, la seva primera professora de piano. El 1944 esdevingué alumne de René Devrainne Franck. L'any 1946 va començar a treballar com a pianista al Ballet de la Societat Thalia, per invitació del seu pare. L'any 1948, amb la fundació de l'Escola de Música e "Belas Artes do Paraná" (EMBAP), esdevingué estudiant del curs fonamental de piano, amb el mateix professor. Aquest mateix any, va signar la seva primera composició.
L'any 1951 va ingressar al Cicle Superior de Música de l'EMBAP. També va començar a estudiar harmonia i composició amb el director hongarès George Kaszas, que va dirigir l'orquestra de la Sociedade de Cultura Artística Brasílio Itiberê (SCABI) de Curitiba. Des de 1950, va estudiar orgue amb Rodrigo Hermann, i va començar a treballar com a organista a la Catedral Metropolitana de Curitiba. Per al cor de dones de la Catedral va escriure peces sagrades.
Va completar els seus estudis superiors el 1953, i el 1954 es va traslladar a São Paulo per continuar els seus estudis. A l'Escola Livre de Música, va estudiar piano amb Henry Jolles i composició amb Hans-Joachim Koellreutter a l'Escola Livre de Música. Va marxar a Polònia l'any 1960 per seguir estudis.
El 1955 va treballar com a consultor musical per a la firma "Whinner", fabricants pioners d'orgues electrònics al Brasil.
A la dècada de 1960, va començar a treballar a la flauta i el piano amb el seu germà Norton Morozowicz, formant Duo Morozowicz, amb qui va fer una gira per tot Brasil, gravant dos Lps.
El 1981 Morozowicz va rebre un màster a la Universitat de Cornell i al Ithaca College, a Nova York, sota la direcció de Karel Husa, i es va convertir en un compositor reconegut com "Henrique de Curitiba". Va impartir classes a la UFPR als anys 80 i 90, i a la UFG fins al 2006. Va morir a Curitiba el 22 de febrer de 2008.
Diverses de les seves composicions anomenen carrers de la ciutat de São Paulo, com ara Papallones psicodèliques, Três Episodes i Suite de Natal.

## Reconeixements
Va compondre més de 150 obres, incloent moltes peces per a cor i veu, gèneres en els quals va destacar. Capela Santa Maria i, l'Institut Cultura i Art de Curitiba van instituir una Setmana de Cant Coral que porta el seu nom. Segons Gyovana de Castro Carneiro, Henrique va compondre 
| « | <"música instrumental, vocals corals i música de cambra, molts editats, gravats i interpretats al Brasil i a l'estranger, incloses les Biennals de Música Contemporània del Brasil", sent un "gran compositor brasiler; l'origen europeu del qual no li va impedir compondre música autènticament brasilera. La forma sembla ser la més important en l'obra d'aquest músic que, amb el seu extraordinari poder de síntesi, presenta una producció que fusiona el compositor brasiler. amb les seves arrels eslaves; la seva contribució al repertori pianístic d'una manera molt personal és significativa, ja que el piano era el seu instrument".> | » |

 Per Edino Krieger, 
| « | <"sense apel·lar a la moda ni a l'avantguarda, Henrique produeix una obra que es basa en els pilars de valors musicals permanents: la solidesa de la forma, la musicalitat, la qualitat artesanal i la comunicabilitat, dins d'un llenguatge contemporani i una llengua fortament personal".> | » |

 Per a Deloise Chagas Lima, 
| « | <"Henrique de Curitiba Morozowicz s'ha consolidat com un compositor destacat no només a l'estat de Paraná, on va néixer, sinó també al Brasil. El seu llenguatge musical és molt accessible, impregnat de ritmes brasilers i la música popular d'una manera notablement elegant.... Músic que s'ha dedicat a la composició durant més de cinquanta anys, Morozowicz ha enriquit, com la seva família, la vida cultural de la ciutat de Curitiba, l'estat de Paraná i tot el país". | » |